# Gisela Knobloch
Gisela Knobloch (geboren 11. September 1936) ist eine deutsche Richterin. 1990 wurde die Juristin zur Präsidentin des Kammergerichts Berlin berufen. Damit war sie seit der Gründung 1468 die erste Präsidentin des Berliner Kammergerichts.

## Beruflicher Werdegang
Nach dem Abitur studierte Gisela Knobloch von 1956 bis 1964 Jura an der Freien Universität Berlin. Sie absolvierte 1960 das erste Staatsexamen. Nach dem Referendariat absolvierte sie 1964 das zweite Staatsexamen.
Knobloch bekam am 16. Oktober 1964 ihre Ernennungsurkunde zur Gerichtsassessorin. Sie begann 1967 als Landgerichtsrätin am Landgericht und arbeitete zwischenzeitlich als persönliche Referentin des Finanzsenators Hans-Günter Hoppe. 1970 wurde sie zunächst Hilfsrichterin beim Kammergericht, 1971 dann Kammergerichtsrätin. Senatsrätin beim Berliner Justizprüfungsamt wurde Knobloch 1973; 1979 schließlich Vorsitzende Richterin am Landgericht. Das Berliner Justizprüfungsamt ist ab 2005 im Gemeinsamen Juristischen Prüfungsamt der Länder Berlin und Brandenburg aufgegangen.
Die Ernennung zur Vorsitzenden Richterin des 25. Zivilsenats am Kammergericht erfolgte 1988. Die damalige Justizsenatorin Jutta Limbach schlug sie zwei Jahre später zur Präsidentin vor. Mit großer Mehrheit wurde sie durch das Abgeordnetenhaus gewählt. Am 1. März 1990 wurde sie zur ersten Präsidentin des Berliner Kammergerichts seit dessen Gründung 1468 ernannt. Am 25. September 2001 wurde sie in den Ruhestand verabschiedet.

## Ämter und Mitgliedschaften
Am 16. April 2002 wurde Knobloch  für die 15. Wahlperiode des Abgeordnetenhauses von Berlin zum Mitglied des Verwaltungsrats der Deutschen Klassenlotterie Berlin (DKLB) bestellt.